# Regny
Regny és un municipi francès situat al departament de l'Aisne i a la regió dels Alts de França. L'any 2007 tenia 216 habitants.

## Demografia

### Població
El 2007 la població de fet de Regny era de 216 persones. Hi havia 81 famílies de les quals 16 eren unipersonals (16 dones vivint soles i 16 dones vivint soles), 24 parelles sense fills, 37 parelles amb fills i 4 famílies monoparentals amb fills.
La població ha evolucionat segons el següent gràfic:
Habitants censats

### Habitatges
El 2007 hi havia 95 habitatges, 84 eren l'habitatge principal de la família, 4 eren segones residències i 8 estaven desocupats. 93 eren cases i 1 era un apartament. Dels 84 habitatges principals, 69 estaven ocupats pels seus propietaris, 13 estaven llogats i ocupats pels llogaters i 1 estava cedit a títol gratuït; 1 tenia una cambra, 1 en tenia dues, 8 en tenien tres, 18 en tenien quatre i 55 en tenien cinc o més. 57 habitatges disposaven pel capbaix d'una plaça de pàrquing. A 23 habitatges hi havia un automòbil i a 49 n'hi havia dos o més.

### Piràmide de població
La piràmide de població per edats i sexe el 2009 era:
| Homes | Edats   | Dones |
| ----- | ------- | ----- |
| 0     | 95 o +  | 0     |
| 0     | 90 a 94 | 0     |
| 0     | 85 a 89 | 0     |
| 0     | 80 a 84 | 4     |
| 4     | 75 a 79 | 8     |
| 0     | 70 a 74 | 0     |
| 0     | 65 a 69 | 4     |
| 16    | 60 a 64 | 4     |
| 20    | 55 a 59 | 20    |
| 16    | 50 a 54 | 8     |
| 0     | 45 a 49 | 12    |
| 8     | 40 a 44 | 16    |
| 4     | 35 a 39 | 4     |
| 4     | 30 a 34 | 0     |
| 12    | 25 a 29 | 8     |
| 20    | 20 a 24 | 0     |
| 12    | 15 a 19 | 16    |
| 12    | 10 a 14 | 0     |
| 0     | 5 a 9   | 0     |
| 0     | 0 a 4   | 12    |

## Economia
El 2007 la població en edat de treballar era de 142 persones, 94 eren actives i 48 eren inactives. De les 94 persones actives 89 estaven ocupades (51 homes i 38 dones) i 5 estaven aturades (2 homes i 3 dones). De les 48 persones inactives 19 estaven jubilades, 15 estaven estudiant i 14 estaven classificades com a «altres inactius».

### Ingressos
El 2009 a Regny hi havia 85 unitats fiscals que integraven 215 persones, la mediana anual d'ingressos fiscals per persona era de 19.170 €.

### Activitats econòmiques
Dels 3 establiments que hi havia el 2007, 1 era d'una empresa de construcció, 1 d'una empresa de transport i 1 d'una empresa classificada com a «altres activitats de serveis».
L'únic servei als particulars que hi havia el 2009 era una perruqueria.
L'any 2000 a Regny hi havia 11 explotacions agrícoles.

## Poblacions més properes
El següent diagrama mostra les poblacions més properes.